# Reflexo faríngeo
O reflexo faríngeo ou reflexo de engasgo é uma contração involuntária dos músculos da faringe, provocada ao tocar-se a úvula ou o palato mole. Evita que algo entre na garganta, exceto como parte da deglutição normal, o que previne o engasgo. Pessoas diferentes possuem sensibilidades diferentes ao reflexo de engasgo.